# Hiroki Abe
Hiroki Abe (Tóquio, 28 de janeiro de 1999) é um futebolista japonês que atua como ponta. Atualmente, joga pelo Urawa Red Diamonds.

## Carreira
Começou a carreira no Kashima Antlers.[carece de fontes?]
Em 24 de maio de 2019, Abe foi convocado pelo técnico do Japão, Hajime Moriyasu, para participar da Copa América de 2019 disputada no Brasil.
Abe disputou seu primeiro torneio internacional com a seleção japonesa de futebol, a Copa América de 2019, no Brasil.[carece de fontes?]
Sua estreia na seleção foi em 17 de junho de 2019 no jogo contra a Seleção Chilena de Futebol, como substituto de Shoya Nakajima. aos 66 minutos. 